# Comuna Kresteanivka, Pervomaiske
Kresteanivka (în ucraineană Крестянівка) este o comună în raionul Pervomaiske, Republica Autonomă Crimeea, Ucraina, formată din satele Kresteanivka (reședința) și Nova Derevnea.

## Demografie
Componența lingvistică a comunei Kresteanivka
     Rusă (43,74%)
     Ucraineană (27,63%)
     Tătară crimeeană (25,83%)
     Alte limbi (0,5%)
Conform recensământului din 2001, nu exista o limbă vorbită de majoritatea populației, aceasta fiind compusă din vorbitori de rusă (43,74%), ucraineană (27,63%) și tătară crimeeană (25,83%).